# Fahd Larhzaoui
Fahd Larhzaoui, né le  10 novembre 1978 à Gouda (Pays-Bas), est un acteur néerlandais d'origine marocaine.

## Biographie
Fahd Larhzaoui naît aux Pays-Bas dans une famille marocaine. Entre 2004 et 2008, il est danseur pour la finaliste Idols Hind Laroussi. Fahd Larhzaoui prend part à plusieurs longs métrages en tant qu'acteur. Il gagne en notoriété grâce à l'émission pour enfants Huisje, Boompje, Beestje diffusé sur NPO aux Pays-Bas et en Belgique.
Ayant joué un rôle dans Flikken Rotterdam, la saison 7 de Moordvrouw et Deadline, il est classé dans le top 3 du Louis d'or du meilleur acteur masculin en 2020.

## Filmographie

### Cinéma
- 2008 : Vox Populi | Said
- 2011 : Rabat | Arabic Coach
- 2015 : Nasser | Père Tarik (nommé pour le Tent Academy Awards 2015)
- 2016 : Zee Vol Tranen | travailleur AZC
- 2017 : Gek van Geluk | Producteur
- 2017 : Nadya | Mounir
- 2018 : All You Need Is Love | Roy
- 2021 : Haram | Karim Zahwani